# Mauerfugenvegetation

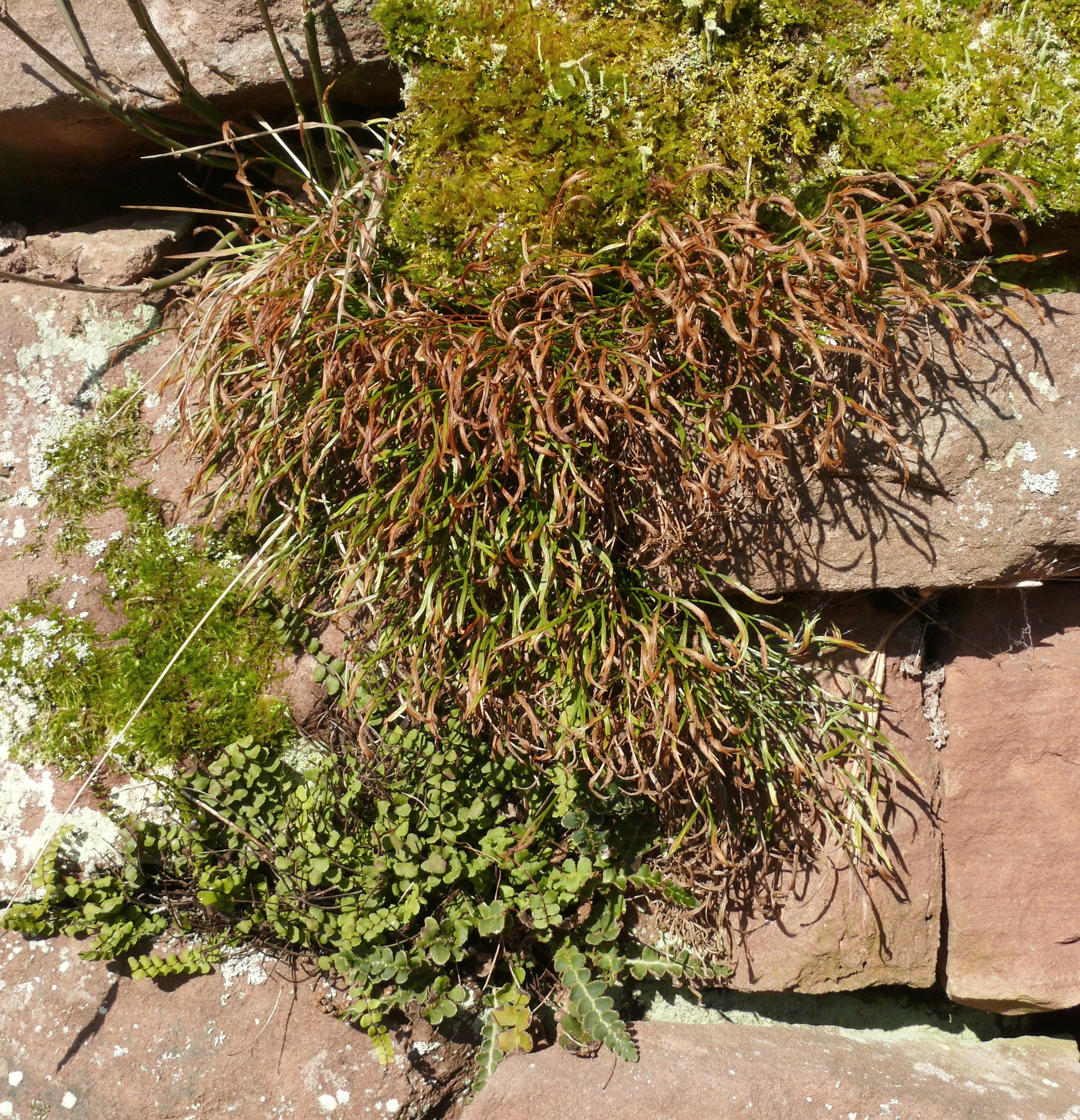
Trockenmauer im Spessart: Nordischer Streifenfarn (Asplenium septentrionale) oben, Milzfarn (Asplenium ceterach) unten Mitte und Braunstieliger Streifenfarn (Asplenium trichomanes) unten links

Als Mauerfugenvegetation werden Pflanzen bezeichnet, die in den Fugen von Mauern wachsen. Sie sind als Verarmungsgesellschaften natürlicher Felsstandorte weit verbreitet. Diese Vegetation kann auf Sekundärstandorten als ruderale Mikrohabitate im Bereich menschlicher Siedlungen vorkommen. Die Pflanzen wachsen insbesondere aus mit dem Wind verbreiteten Samen bzw. Sporen.
Andere Gesellschaften entstanden aus der bewussten Bepflanzung von Trockenmauerwerk bzw. Natursteinmauerwerk in Garten und Landschaft. Dabei können bereits beim Bau der Mauer gewässerte Wurzelballen platziert werden.
Die Autoren Willy Werner, Michael Gödde und Norbert Grimbach klassifizierten 1989 am Niederrhein zwischen Dormagen und Kleve drei Gesellschaften, die durch die Arten Mauerraute (Asplenium ruta-muraria), Zimbelkraut (Cymbalaria muralis) und Ausgebreitetes Glaskraut (Parietaria judaica) dominiert wurden. Die Biologische Station Westliches Ruhrgebiet nennt im Ruhrgebiet auftretende Gesellschaften von Hirschzungenfarn (Asplenium scolopendrium) seit etwa 1985 und des Schwarzstieligen Streifenfarns (Asplenium adiantum-nigrum) im Ruhrgebiet und dem angrenzenden Rheinland seit etwa 2005.

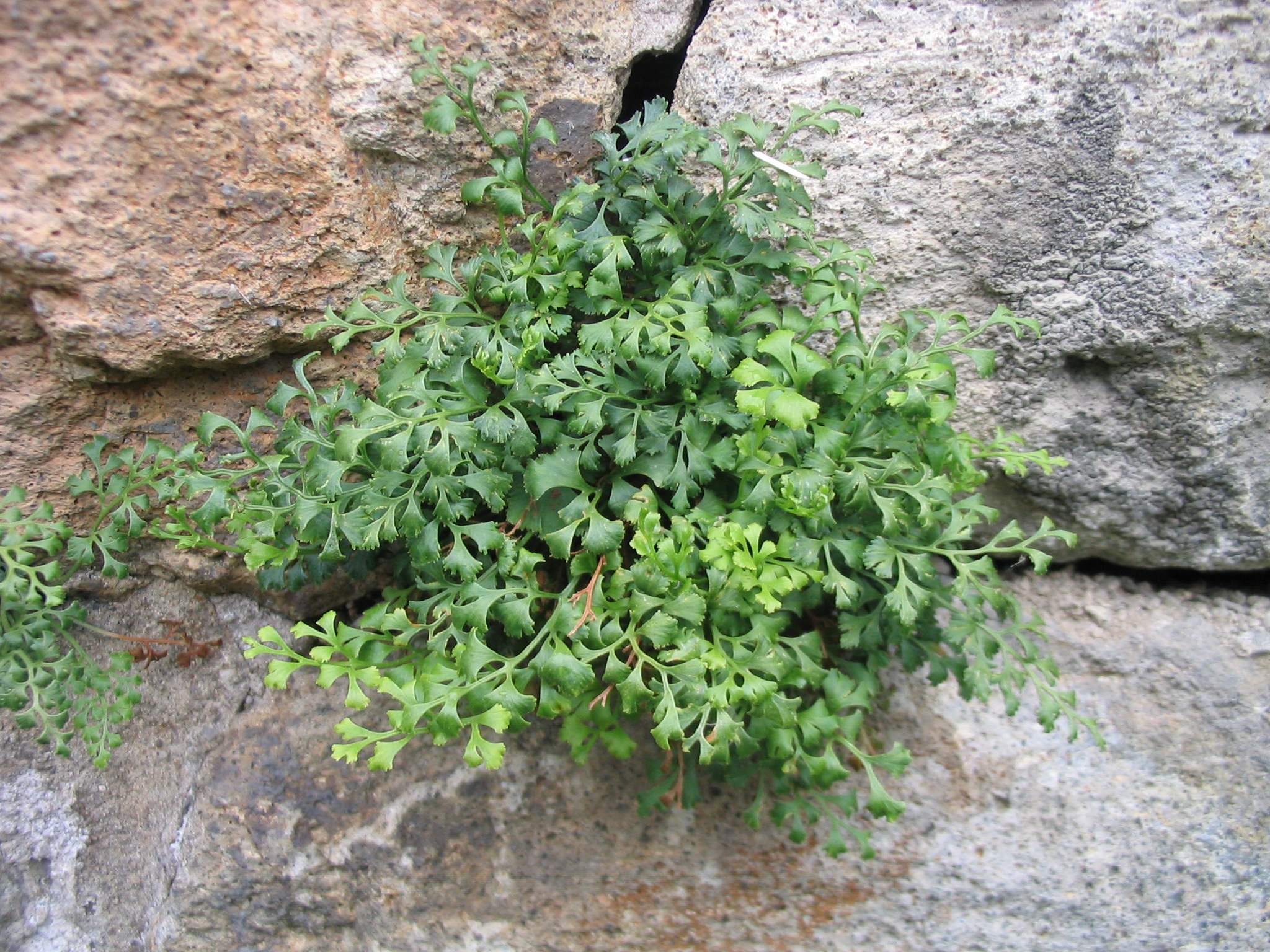
Mauerraute
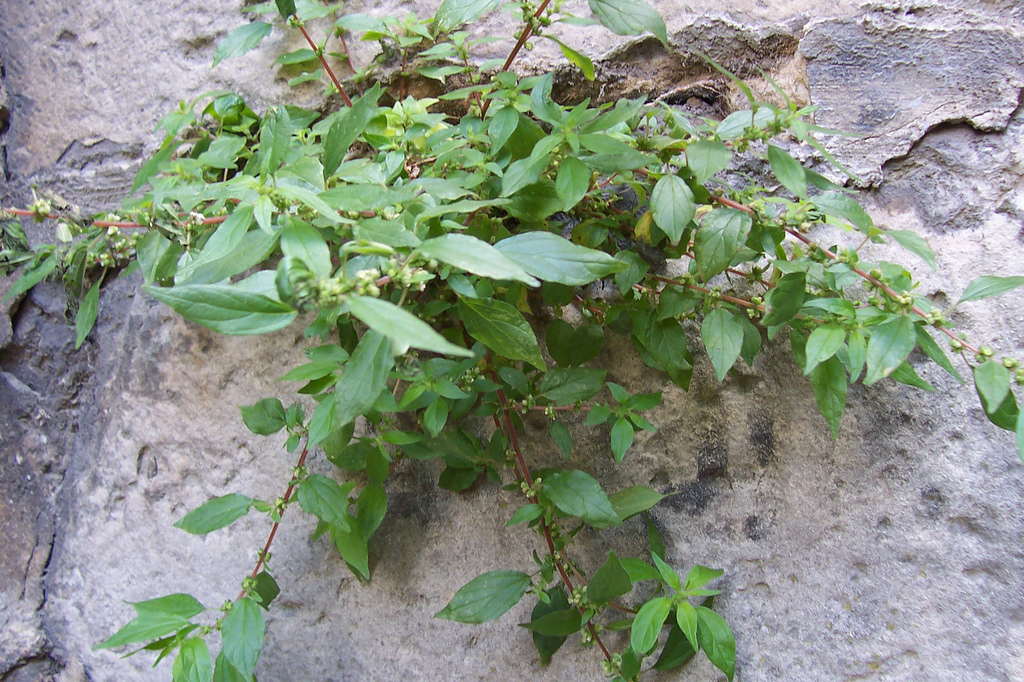
Ausgebreitetes Glaskraut
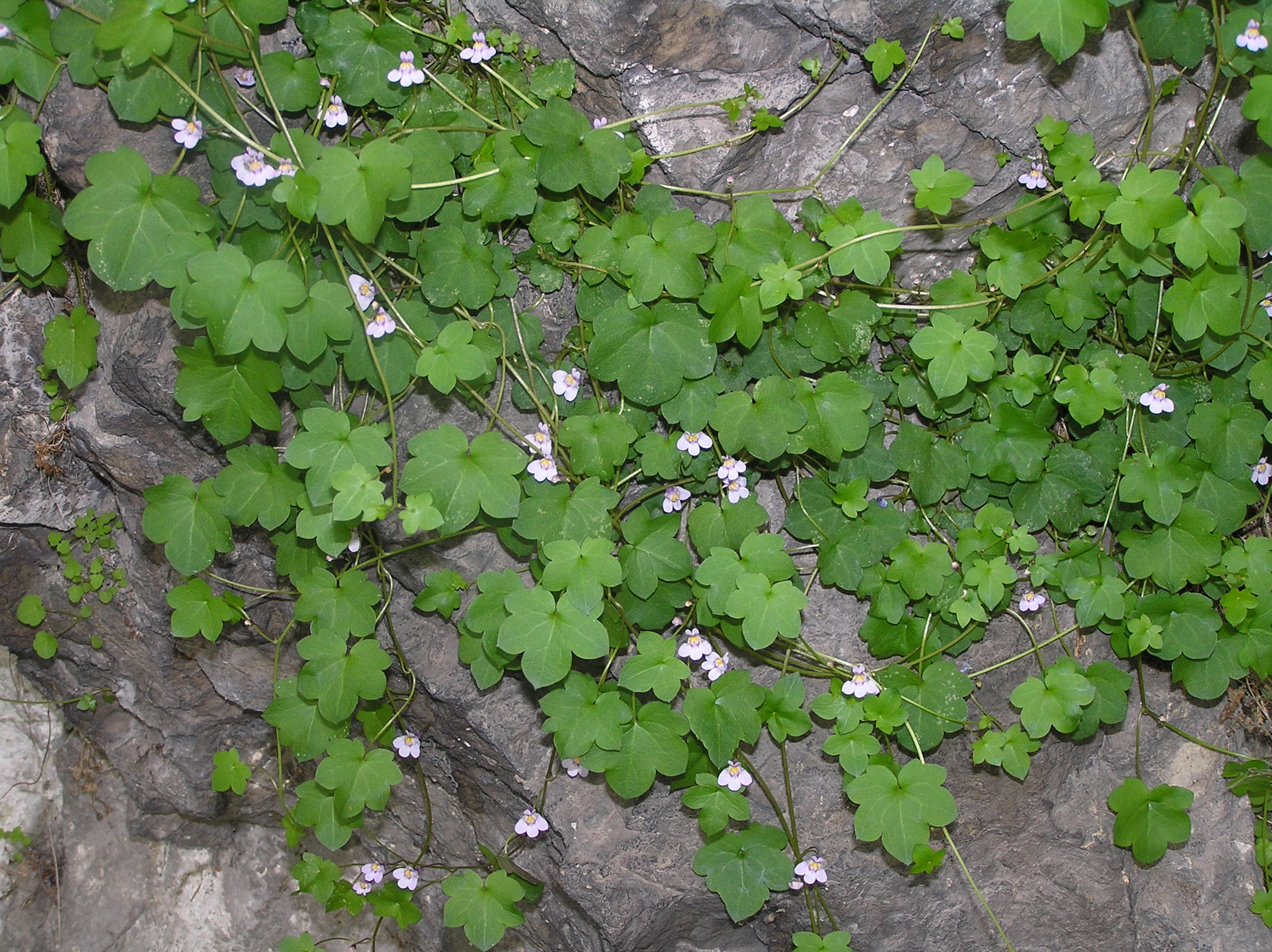
Zimbelkraut
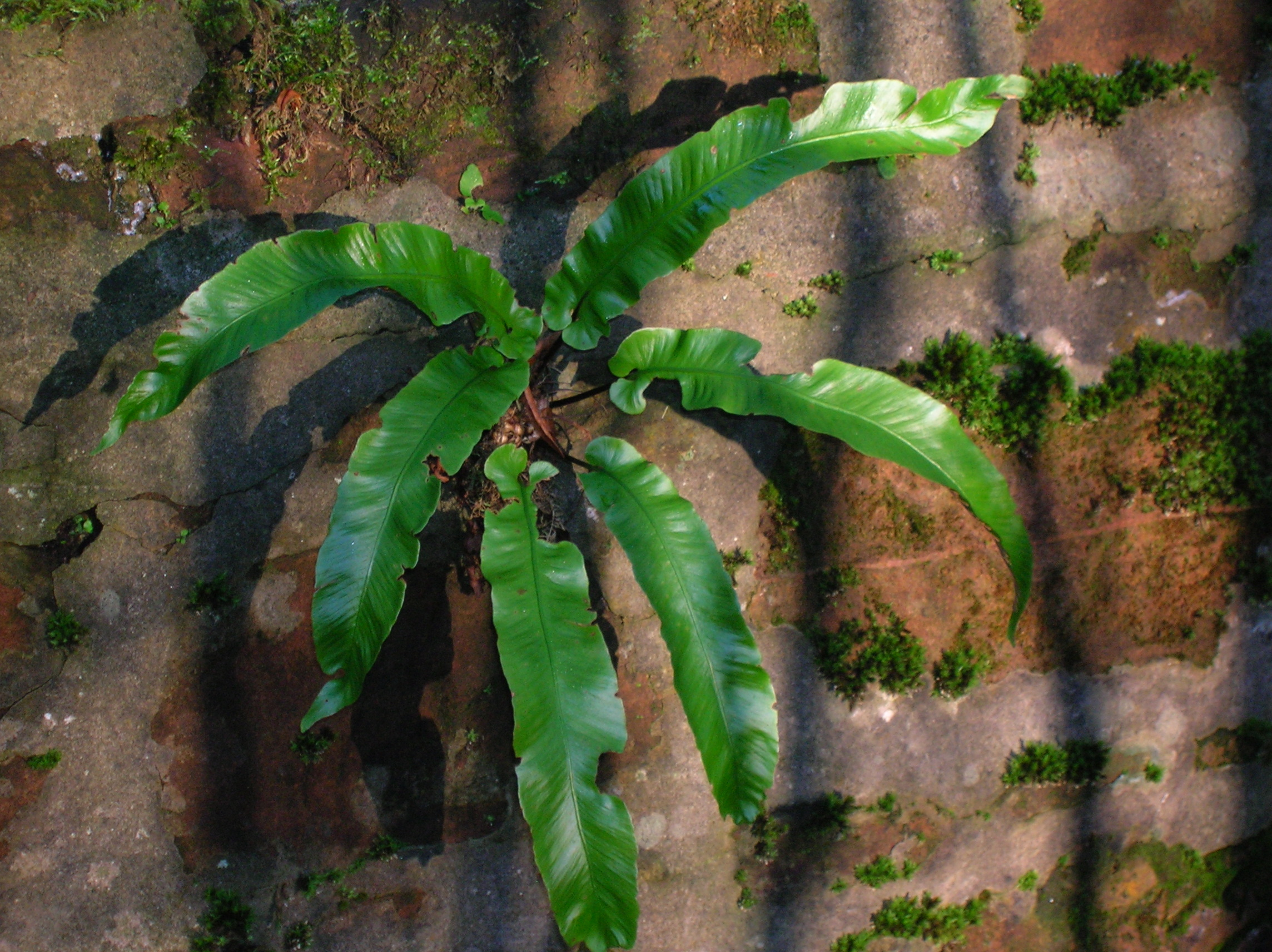
Hirschzungenfarn
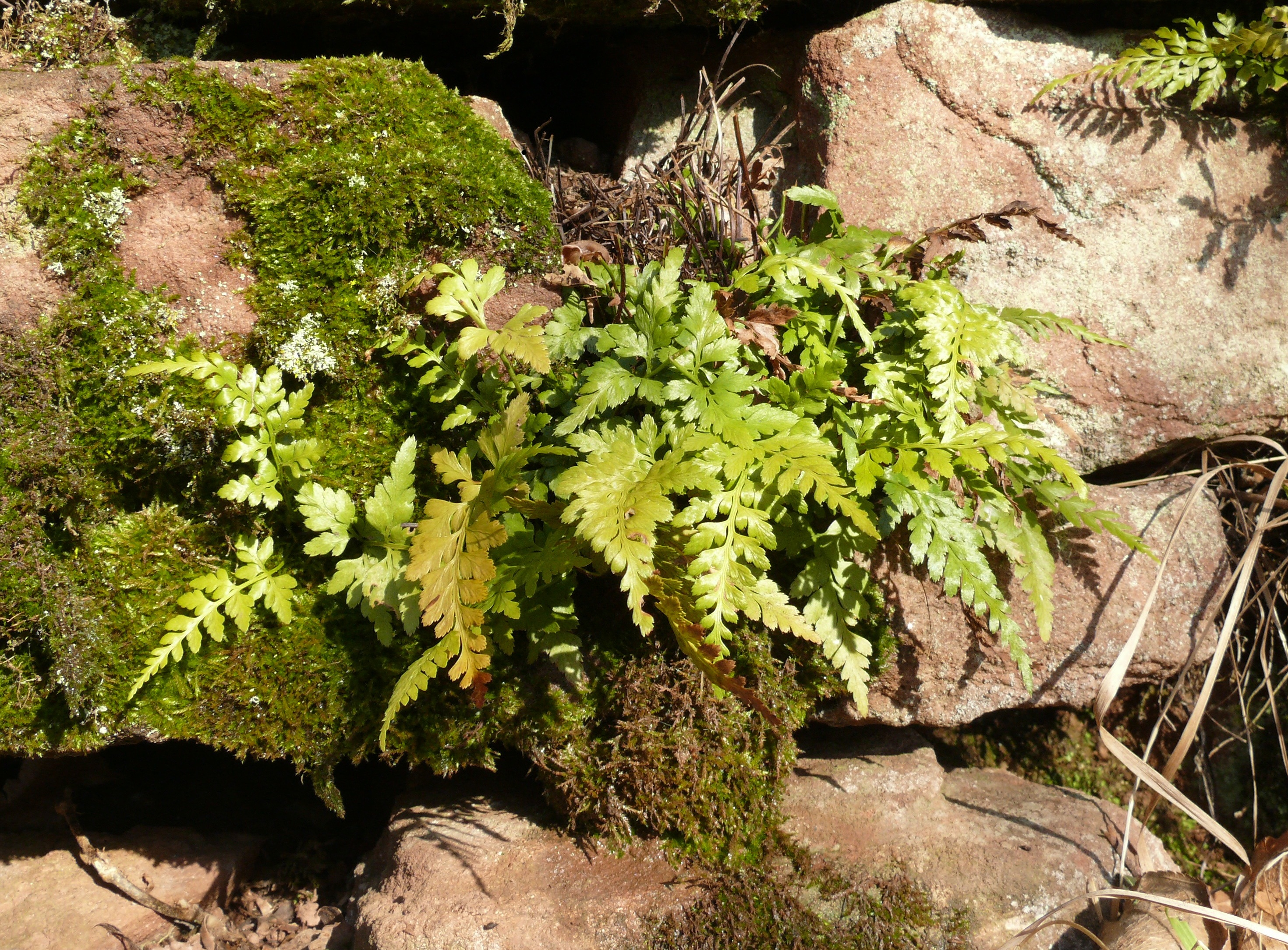
Schwarzstieliger Streifenfarn